# Рембіше-Кольонія
Рембіше-Кольонія (пол. Rębisze-Kolonia) — село в Польщі, у гміні Ґоворово Остроленцького повіту Мазовецького воєводства.
Населення — 249 осіб (2011).
У 1975-1998 роках село належало до Остроленцького воєводства.

## Демографія
Демографічна структура станом на 31 березня 2011 року:
|          | Загалом | Допрацездатний вік | Працездатний вік | Постпрацездатний вік |
| -------- | ------- | ------------------ | ---------------- | -------------------- |
| Чоловіки | 122     | 22                 | 88               | 12                   |
| Жінки    | 127     | 27                 | 73               | 27                   |
| Разом    | 249     | 49                 | 161              | 39                   |